# Gertrud Lehmann-Waldschütz
Gertrud Lehmann-Waldschütz (geboren 20. Februar 1905 in Waidmannslust; gestorben 26. September 2001 in Kaufbeuren) war eine deutsche Schriftstellerin zur Zeit des Nationalsozialismus. Nach dem Zweiten Weltkrieg war sie fünf Jahre lang in verschiedenen Speziallagern der sowjetischen Besatzungsmacht interniert und wurde danach bei den Waldheimer Prozessen zu zehn Jahren Haft verurteilt.

## Leben
Gertrud Lehmann war Tochter eines Bibliothekars und zog 1911 mit der Familie nach Wünsdorf. Dort erhielt sie eine Ausbildung zur Buchhalterin und arbeitete als junge Frau 1921 bis 1927 bei der Reichswehr im Heeresunterkunftsamt Wünsdorf. Sie heiratete 1924, betrieb das Strandlokal am Großen Wünsdorfer See und hatte vier Kinder. Zu Beginn der 1930er Jahre begann sie in Tages- und Wochenzeitungen zu publizieren und hielt Vorträge im Frauenfunk. Sie wurde Mitglied im Reichsverband deutscher Schriftsteller und 1935 in der NS-Reichsschrifttumskammer. 1942 veröffentlichte sie ihren ersten Roman Regine und ihr See, im Folgejahr einen zweiten.
Seit 1934 war sie in der NS-Frauenschaft (NSF) aktiv, wo sie bis zur Kreisbeauftragten aufstieg. Lehmann-Waldschütz trat zum 1. Mai 1937 der NSDAP bei (Mitgliedsnummer 5.550.161).
Am 14. Mai 1945 wurde sie in Wünsdorf wegen ihrer leitenden Tätigkeit in der NS-Frauenschaft verhaftet. Am 30. Mai 1945 wurde sie in das Speziallager Nr. 6 Frankfurt/Oder überstellt und durchlief danach die Internierungshaft in anderen Speziallagern: Im September 1945 wurde sie in das Speziallager Jamlitz verlegt und war dort als Sanitäterin im Krankenrevier tätig. Im April 1947 wurde sie ins Speziallager Nr. 1 Mühlberg überstellt und später von dort ins Speziallager Nr. 2 Buchenwald. In Jamlitz organisierten sie und Suse von Hoerner-Heintze im Rahmen der eingeschränkten Möglichkeiten einen Literaturzirkel. In Mühlberg war die Schauspielerin Marianne Simson, die nach dem Hitlerattentat Fritz Goes denunziert hatte, ihre „Barackenälteste“.
Ihr Mann war ebenfalls Nationalsozialist gewesen und wurde 1948 aus politischen Gründen verurteilt. Er blieb bis 1951 inhaftiert.
Mit der Auflösung der Speziallager wurde sie im Februar 1950 nach Waldheim überstellt und dort am 23. Mai 1950 zu zehn Jahren Haft verurteilt. Nach einer allgemeinen Amnestie wurde sie am 6. Oktober 1952 entlassen. Im November 1953 floh die Familie nach West-Berlin und siedelte von dort nach Wattenscheid über. Ab 1964 lebte sie in Kaufbeuren. In der Bundesrepublik Deutschland engagierte sie sich im Verband der Heimkehrer, Kriegsgefangenen und Vermisstenangehörigen Deutschlands (VdH) und stand nach der Wende im hohen Alter für Auskünfte und Dokumentationen zu den Speziallagern als Zeitzeugin zur Verfügung.
Der Roman Regine und ihr See wurde in der DDR auf die Liste der auszusondernden Literatur gesetzt.

## Zeitzeugin
Ihre Berichte sind Zeugnis der problematischen Entnazifizierungspolitik und der Wirklichkeit in den sowjetischen Speziallagern. Zum anderen fragt die Autorin nach dem Verhältnis von Schuld und Sühne, also zwischen der Beteiligung des Einzelnen im Nationalsozialismus und der Inhaftierung in sowjetischen Lagern und deutschen Gefängnissen.

„Die Grundfesten sind geblieben, das Menschlich-Unzulängliche fiel ab. Irrtum und Schuld (ja, auch Schuld!) scheinen sich langsam abzuzeichnen“

„Wir debattierten uns heiß, … als ich erstmals von einer Augenzeugin (Hilde, unsere 1. Jamlitzer Lagerleiterin, ehemalige Aufseherin) von den Juden-Vergasungen hörte! Mord, Schuld, Sühne und Sühne wurde nun unser Teil! Und zu dieser Sühne waren die allermeisten von uns Frauen und Müttern bereit, bis zum Tode bereit, wenn aus solchem Opfer endlich das Bessere erstände, jenes wahrhaft menschliche Leben, das aller gemeinsamen Opfer den Sinn und die Würde gäbe. Wenn wir die letzten Opfer menschlichen Irrwahns und entsetzlicher Leidenschaften sein würden … Oh wir Toren,- ja, wir lebten entrückt, im Niemandsland! Scheintot. Spätestens in Waldheim erwachten die letzten Idealisten!“

In einem Interview mit Eva Ochs stellte sie ihr Schicksal als Speziallagerhäftling neben das der Vernichtungslagerhäftlinge, „im Grunde ist das überall das Gleiche gewesen“.

## Werke
- Regine und ihr See. Roman. Moldavia, Budweis 1942.
- Fremder Vogel. Roman. Moldavia, Budweis 1943.
- mit Wolfgang Goszczak: Berichte über sowjetische Speziallager in Deutschland, hrsg. von Andreas Weigelt. Metropol, Berlin 2008, ISBN 978-3-938690-78-9